# پیازا گرانده
پیازا گرانده میدان اصلی مودنا است که در مرکز تاریخی شهر قرار دارد. پیازا گرانده با کلیسای جامع و برج مدنی شهر از سال ۱۹۹۷ در فهرست میراث جهانی ایتالیا توسط یونسکو قرار گرفته‌است.

## امکانات
این میدان در ضلع جنوبی کلیسای جامع واقع شده‌است که با برج ناقوس گیرلاندینا یک مجموعه تاریخی را تشکیل می‌دهد که به عنوان میراث جهانی اعلام شده‌است. در ضلع شرقی میدان، Palazzo Comunale قرار دارد، ساختمانی متعلق به قرن هفدهم با طاق‌هایی که ساختمان‌های باستانی قرون وسطایی شهرداری و راجیونه را یکپارچه می‌کرد.